# Wood/Water
Wood/Water è il quarto ed ultimo album della band statunitense The Promise Ring prima dello scioglimento a fine 2002. È il primo album della band pubblicato con etichetta ANTI- Records, il 23 aprile 2002. È stato pubblicato anche in vinile dalla Foreign Leisure Records, con una canzone aggiuntiva (All Good Souls) ed una tracklist alterata rispetto al CD. Say Goodbye Good compare nei titoli di coda del film All the Real Girls.
L'album negli Stati Uniti ha raggiunto la 16ª posizione nella Top Independent Albums e la 29ª nella Top Heatseekers.

## Tracce
CD
1. Size of Your Life – 3:09
2. Stop Playing Guitar – 5:05
3. Suffer Never – 4:10
4. Become One Anything One Time – 4:19
5. Wake Up April – 5:07
6. Get on the Floor – 4:07
7. Half Year Sun – 5:40
8. My Life Is at Home – 4:16
9. Letters to the Far Reaches – 2:29
10. Bread and Coffee – 3:53
11. Say Goodbye Good – 6:37
12. Feed the Night – 3:04

Vinile
1. Size of Your Life – 3:09
2. Stop Playing Guitar – 5:05
3. Suffer Never – 4:10
4. Letters to the Far Reaches – 2:29
5. Become One Anything One Time – 4:19
6. Wake Up April – 5:07
7. Get on the Floor – 4:07
8. My Life Is at Home – 4:16
9. Half Year Sun – 5:40
10. Bread and Coffee – 3:53
11. All Good Souls – 3:47
12. Say Goodbye Good – 6:37
13. Feed the Night – 3:04

## Formazione

### Band
- Davey von Bohlen - voce e chitarra
- Jason Gnewikow - chitarra, tastiere e design
- Scott Schoenbeck - basso
- Dan Didier - batteria e tastiere

### Personale aggiuntivo
- Ryan Weber - pianoforte
- Johari Funches-Penny - cori
- Stephen Street - produttore, ingegnere e mixaggio
- Mario Caldato, Jr. - ingegnere e mixaggio
- Robert Carranza - ingegnere
- Cenzo Townshend - ingegnere e missaggio
- Kristian Riley - Preproduzione
- Stephen Marcussen - mastering
- Chris Strong - Fotografia